# Angelika Grieser
Angelika Grieser   (Schwäbisch Gmünd, 14 de juliol de 1959) és una nedadora alemanya, ja retirada, especialista en esquena, que va competir sota bandera de la República Federal Alemanya durant la dècada de 1970.
El 1976 va prendre part en els Jocs Olímpics d'Estiu de Mont-real on va disputar tres proves del programa de natació. En cap d'elles va arribar a la final.
En el seu palmarès destaca una medalla de bronze en els 4x100 metres estils al Campionat del Món de natació de 1973 i una medalla de plata al Campionat d'Europa de natació de 1974. A nivell nacional va guanyar nou campionats de la RFA: cinc dels 200 metres esquena (1973-1976, 1979) i quatre dels 100 esquena (1973-1976).